# Яців острів
Яців острів - колишній острів біля лівого берегу Дніпра у Любимівській сільській раді.
Нижче Носулина острова витягся близько до лівого берега Дніпра острів Яців, де рибальчив колись запорізький козак-зимовчак Яцько. 
Російські дослідувачі Дніпра, не знаючи ні історії місцевого краю, ні української мови, переробили назву Яців на назву Ярців.
Яців острів піскуватий, з камінням. Колись на ньому був великий ліс, тепер є кущі дубняку та бересту.